# Квемо Чочеті
Квемо Чочеті (груз. ქვემო ჩოჩეთი) — село в Грузії.
За даними перепису населення 2014 року в селі проживає 488 осіб.